# Anumeta comosa
Anumeta comosa är en fjärilsart som beskrevs av Dumont 1920. Anumeta comosa ingår i släktet Anumeta och familjen nattflyn. Inga underarter finns listade i Catalogue of Life.